# Perris Blackwell
Perris Ashton Blackwell (Etiwanda, California, 7 de agosto de 1991) es un baloncestista profesional estadounidense. Se desempeña en la posición de ala-pívot.

## Trayectoria
Blackwell es un jugador que realizó formación universitaria durante tres temporadas en la División I de la NCAA, con San Francisco Dons (2009-2012). Allí promedió 12,7 puntos y 7,3 rebotes por encuentro. En su último año universitario jugó para la Universidad de Washington con los Huskies durante la temporada 2013-2014, una de las mejores a nivel nacional con unos promedios de 10,2 puntos y 6,8 rebotes por encuentro.
En 2014 inició su carrera profesional en la Liga Nacional de Básquetbol de Chile, con el Club Social y Deportivo Osorno Básquetbol (20 puntos, 11,7 rebotes y 1,2 asistencias). Posteriormente, se trasladó hacia Europa, militando en el Worcester Wolves de la British Basketball League (17,3 puntos, 8,5 rebotes y 1,6 asistencias) y en el ALS Basket Andrézieux-Bouthéon de la Nationale Masculine 1 de Francia (14,9 puntos y 8 rebotes). 
Más tarde retornó a Sudamérica, fichando con el Club Deportivo Hispano Americano que disputaba la Liga Nacional de Básquet de Argentina durante la temporada 2017-18 -promediando 10,7 puntos, 6,4 rebotes y 1,1 asistencias por partido-, y pasando luego al Club Atlético Cordón de la Liga Uruguaya de Básquetbol durante la temporada 2018-19, en la que promedió 18,9 puntos, 14,8 rebotes y 1,6 asistencias.
En septiembre de 2019 se convierte en jugador del Leyma Coruña de la LEB Oro para disputar la temporada 2019-20.